# Jürgen Fischer (Schauspieler)
Jürgen Fischer (* 1972 in München) ist ein deutscher Schauspieler und Musicaldarsteller.

## Leben
Jürgen Fischer, in Oberbayern geboren, wuchs in der Gemeinde Glonn auf einem Bauernhof am Kastensee auf; später lebte er in Obertraubling bei Regensburg.
Er absolvierte von 2002 bis 2004 seine Schauspielausbildung an der Akademie für Darstellende Kunst Bayern in Regensburg und besuchte während dieser Zeit auch die Sommerakademie für bairisches Volksschauspiel. Weitere Schauspielstudien absolvierte Fischer später in Mailand an der Limelight Theatre Company von Alberto Bertolotti und bei Tim Garde in Berlin (2018 und 2019, Chubbuck-Technik). Außerdem studierte er von 2006 bis 2009 Gesang (Jazz, Musical) bei Franz Garlik.
Er hatte Theaterengagements, u. a. beim „Ensemble Dekadenz“ in Brixen (2005; als Wladimir in „Warten auf Godot“), beim Tourneetheater „die scene“ München (2007; als Dromio von Syrakus in „Die Komödie der Irrungen“, Regie: Michele Oliveri) und am Theater Regensburg (2008; z. B. in „Der Krawattenclub“).
Regelmäßig trat er seit 2004 bei den Luisenburg-Festspielen in Wunsiedel auf und war dort 2005 als Titelheld in „Robin Hood“ zum ersten Mal in einer Hauptrolle zu sehen. 2008 war er der Zauberer Petrosilius Zwackelmann in Christian Nickels Inszenierung von „Der Räuber Hotzenplotz“. 2009, 2010 und 2015 spielte er dort, unter der Regie von Michael Lerchenberg, den Erzengel Michael im Volksstück „Der Brandner Kaspar und das ewige Leben“, 2010 auch den Rocky in dem Musical „The Rocky Horror Show“ (Regie: Hartwig Rudolz). Außerdem wirkte er auf der Luisenburg in den Stücken „Der Holledauer Schimmel“ (2011; als Amtsrichter), „Wast – Wohin?“ (2012; als Robert), „Die Fahnenweihe“ (2013; als Pfarrer Schaitzach) und „Glaube und Heimat“ (2014; als Gerichtsschreiber) mit.
Von 2015 bis 2017 spielte er im Musical Dome in Köln als Erstbesetzung durchgehend die männliche Hauptrolle des Bodyguards Frank Farmer im Musical „Bodyguard“. 2018 trat er wieder bei den Luisenburg-Festspielen auf, als Andreas Hofer in Felix Mitterers „Andreas Hofer - Freiheit des Adlers“.
Fischer war neben seiner Theaterarbeit regelmäßig auch in TV-Produktionen zu sehen. Er wirkte in zahlreichen Serienformaten, u. a. des Bayerischen Rundfunks und des ZDF mit, wo er mehrfach in Serien mit süddeutschem bzw. oberbayerischem Hintergrund eingesetzt wurde, unter anderem in „Unter Verdacht“ (2007), „Heiter bis tödlich: Hubert und Staller“ (2011), „Heiter bis tödlich: München 7“ (2012; als Kollege von Polizeihauptmeister Xaver Bartl im Revier 14) und mehrmals in „SOKO München“. Mehrere Auftritte hatte er auch in der ZDF-Krimiserie „Die Rosenheim-Cops“, so 2013 in einer Episodenhauptrolle als Gastwirtssohn Hubert Lohmayer an der Seite von Kathrin Ackermann (als Wirtin Theresa Lohmayer), 2019 als tatverdächtiger Abteilungsleiter neben Katharina Abt und Joseph Hannesschläger und im 90-minütigen „Winterspecial“ Ein eiskalter Mord (2023).
2014 gab er als Musikkapellenleiter Dieter Horn in dem Stück „1001 Nacht in Tegernbrunn“, das im April 2014 im Bayerischen Fernsehen erstausgestrahlt wurde, sein Debüt im „Komödienstadel“.
Als Rezitator ging Fischer mit „Des san G’schichten“ auf Lesetour durch Wirtshäuser in Niederbayern. Er las 2018, gemeinsam mit Harald Helfrich, Michael A. Grimm, Ferdinand Schmidt-Modrow, Peter Weiß und Franz-Xaver Zeller, das Osterspiel beim „Carl-Orff-Fest Andechs und Ammersee“ und war 2019 mit dem „Trödelmarkt der Träume“ von Michael Ende/Wilfried Hiller im Literaturhaus München zu Gast.
Zu seinen Hobbys gehören Fußball, Bergwandern und Heimwerken; für Einhell Germany war er 2012 in einem Werbespot zu sehen, der europaweit im Fernsehen lief. Jürgen Fischer ist mit einer Ärztin verheiratet und hat einen Sohn. Er lebt in München.

## Filmografie (Auswahl)
- 2007: Unter Verdacht: Das Geld anderer Leute (Fernsehreihe)
- 2010: Blond bringt nix (Fernsehfilm)
- 2010: Weißblaue Geschichten (Fernsehreihe)
- 2011: Hubert und Staller (Fernsehserie, Folge: Bauernfänger)
- 2013: Dampfnudelblues (Kinofilm)
- 2012: SOKO München (Fernsehserie, Folge: Ungesühnt)
- 2013: Wer hat Angst vorm weißen Mann? (Fernsehfilm)
- 2013: Die Rosenheim-Cops (Fernsehserie, Folge: Tod beim Gaupreisplatteln)
- 2014: Der Komödienstadel: 1001 Nacht in Tegernbrunn (Fernsehreihe)
- 2015: Weihnachts-Männer (Fernsehfilm)
- 2016: Eine Sommerliebe zu dritt (Fernsehfilm)
- 2018: SOKO München (Fernsehserie, Folge: Tödliche Verführung)
- 2019: München Mord: Die Unterirdischen (Fernsehreihe)
- 2019: Die Rosenheim-Cops (Fernsehserie, Folge: Ein ganz heißer Tipp)
- 2020: Die Getriebenen (Fernsehfilm)
- 2022: Sturm der Liebe (Fernsehserie)
- 2023: Die Rosenheim-Cops (Fernsehserie, Folge: Ein eiskalter Mord, Winterspecial)
- 2025: Hundslinger Hochzeit (Kinofilm)
- 2025: Die Rosenheim-Cops (Fernsehserie, Folge: Hansens neuer Bruder)